# Aurskog-Høland
Aurskog-Høland is een gemeente in de Noorse provincie Akershus. De gemeente telde 16.162 inwoners in januari 2017.
Op 1 janarui 2020 werd Rømskog uit de provincie Østfold toegevoegd aan de gemeente. De gemeente werd deel van de nieuwe provincie Viken. Op 1 januari 2024 werd de provincie Viken weer opgesplitst en werd de gemeente weer opgenomen in de provincie Akershus.

## Plaatsen in de gemeente
- Aursmoen
- Bjørkelangen
- Fosser
- Hemnes
- Løken
- Momoen
- Rømskog

Ås · Asker · Aurskog-Høland · Bærum · Eidsvoll · Enebakk · Frogn · Gjerdrum · Hurdal · Jevnaker · Lillestrøm · Lørenskog · Lunner · Nannestad · Nes · Nesodden · Nittedal · Nordre Follo · Rælingen · Ullensaker · Vestby

Voormalige gemeentes: Fet · Oppegård · Skedsmo · Ski · Sørum